# Лука Цаната
Лука Цаната (итал. Luca Zanatta — Пјеве ди Кадоре, 15. мај 1991) професионални је италијански хокејаш на леду који игра на позицији одбрамбеног играча.  
Члан је сениорске репрезентације Италије за коју је дебитовао на пријатељској утакмици током 2014. године.